# Левицький Віктор Васильович
Ві́ктор Васи́льович Леви́цький (2 квітня 1938, Ленінакан, Вірменська РСР — 6 вересня 2012, Чернівці) — український мовознавець. Доктор філологічних наук, професор.

## Біографія
Народився в місті Ленінакан (нині Ґюмрі, Вірменія).
Закінчив Чернівецький університет, факультет романо-германської філології (1960, диплом з відзнакою); аспірантуру 1-го Московського педагогічного інституту іноземних мов ім. М. Тореза (1966), спеціальність: німецька мова та література.
З 1968 року працює у Чернівецькому національному університеті на кафедрі німецької мови, згодом германського, загального і порівняльного мовознавства.
У 1966 захистив кандидатську дисертацію на тему «Историко-семасиологическое исследование некоторых групп прилагательных в немецком языке (в сравнении с английским)» за керівництва професора Москальської О. І. при 1-ому Московському педагогічному інституті ім. М. Тореза.
У 1975 захистив докторську дисертацію на тему «Проблеми експериментальної семасіології» при Київському національному університеті імені Т. Г. Шевченка.

## Тематика наукових досліджень
Методи дослідження мови, квантитативна лінгвістика, психолінгвістика, порівняльно-історичне мовознавство, зіставне мовознавство, семасіологія. Наукові інтереси: лексичний склад мови і методи його дослідження.

## Педагогічна діяльність
Під керівництвом В. В. Левицького виконано і захищено 42 кандидатські та 2 докторські дисертації. Його колишні аспіранти працюють сьогодні в багатьох вузах України, керують кафедрами та факультетами. Професор В. В. Левицький виступав як офіційний опонент на захисті більш, ніж 60 кандидатських і 15 докторських дисертацій, рецензував монографії та підручники.
Викладав лексикологію та історію німецької мови, спецкурси з психолінгвістики, семасіології, методів дослідження мови. На основі лекційних курсів професор В. В. Левицький підготував декілька вузівських підручників, якими користуються студенти багатьох університетів та інститутів України: «Практикум до курсу германістики», «Основи германістики», "Історія «німецької мови», «Статистическое изучение лексической семантики» та інші.

## Публікації
Має понад 200 публікацій у наукових виданнях, в тому числі 18 монографій, підручників та словників. Деякі з них:
- Семасиология / Изд. 2, исправл. и дополн. — Винница : Нова Книга, 2012. — 680 с.
- Этимологические и семасиологические исследования в области германских языков / Черновицкий гос. ун-т им. Ю.Федьковича. - Черновцы : Рута, 1997. - 276 с.
- Этимологический словарь германских языков / - Черновцы : Рута, 2000, Т. 1-3.
- Семантика и фонетика: пособие, подготовленное на материале экспериментальных исследований / – Черновцы: ЧГУ, 1973. – 103 с.
- Звуковой символизм: Основные итоги. / Черновцы, 1998. 129 с
- Основы сравнительной фонетики германских языков / - Черновцы : Рута, 2003. - 124 с.
- Семантические и фонетические связи в лексике индоевропейского праязыка. Опыт квантитативного анализа этимологического словаря : монография / НАН Украины, Украинский языково-информационный фонд. - Черновцы : Рута, 2008. - 232 c.
- Квантитативные методы в лингвистике : [учеб. пособие] / - Винница : Нова книга, 2007. - 259 с.
- Звуковой символизм: мифы и реальность : монография / - Черновцы : ЧНУ, 2009. - 264 с.
- Этимологический словарь германских языков / - Винница : НАН Украины, Институт языкознания им. А.А.Потебни, 2010, Т. 1-2.
- Практикум до курсу «Вступ до германського мовознавства» (виправлене і доповнене видання) − Вінниця: Нова книга, 2003. − 200 с. (+ Кійко С.В.)
- Левицкий В. В. Квантитативне методы в лингвистике. — Черновцы, Рута 2004, — 190 с.
- Левицкий В. В. Основы сравнительной морфологии германских языков. — Черновцы: Рута, 2004. — 127 с.
- Левицкий В. В. Германские языки и древние германцы. — Черновцы: Рута, 2004. — 208 ст.
- Левицкий В. В. Аномальный аблаут в индоевропейском и германском // Вопросы языкознания. — М., 2004 г. — 36-50 ст.
- Viktor Levickij, Leonid Hikow. Zum Gebrauch der Wortarten im Autorenstil. Glottometrics 8, 2004, 12-22.
- Lewickij Viktor. Zur germanischen Etymilogie. Germ. *sunþ- «Süden» // Klagenfurter Beiträge zur Sprachwissenschaft, 28-29, Klagenfurt 2005, S. 65-67.
- Kantemir S., Lewickij V. Die statistische Analyse des semantischen Feldes der Farbbezeichnungen im Deutschen // Glottometrics. 2005.
- Levickij V., Lučak M. Category of Tense and Verb Semantics in the English Language // Journal of Quantitative Linguistics 2005, vol. 12, № 2-3, рр. 212–238
- Левицкий В. В. Лексическая сочетаемость и методы её исследования // Studia germanica et romanica, том 2, номер 1 (4), * Донецк, 2005, с. 64-75.
- Левицкий В. В. О принципах и методах сопоставительного изучения лексики (на материале прилагательных размера) // Studia germanica et romanica, том 2, № 2 (5), 2005, Донецк, с. 13-21.
- Венгринович А. А., Левицкий В. В. Количественные параметры синонимии в немецком языке // Квантитативная лингвистика: исследования и модели (КЛИМ — 2005). Материалы Всероссийской научной конференции (6-10 июня 2005 г.). — Новосибирск, 2005. — с. 228–232.

## Почесні звання та нагороди
- 1958–1960 — Ленінський стипендіат ЧДУ;
- 1976 — нагрудний значок «Ударник девятой пятилетки» (лютий 1976);
- 1977 — нагрудний значок «Победитель социалистического соревнования 1976 года» (28 січня 1977 р.);
- 1981 — нагрудний значок «Ударник десятой пятилетки»;
- 1983 − нагрудний значок «За отличные успехи в работе»;
- 1984 — нагрудний значок «Відмінник народної освіти УРСР»;
- 1986 — Свідоцтво «За досягнуті високі виробничі показники в соціалістичному змаганні»; занесений 21 лютого 1986 р. в обласну книгу пошани;
- 1986 — медаль «За трудову доблесть» (1986);
- 1995 − Почесна грамота Міністерства Освіти України «За заслуги в галузі науки і техніки, підготовку висококваліфікованих спеціалістів для народного господарства України», N 21666;
- 1995 − срібна медаль «The 20th Century Award for Achievement» — International Biographical Centre, Кембридж, Англія;
- 1997 − срібна медаль «International Man of the Year 1996 − 1997» − International Biographical Centre, Кембридж, Англія;
- 2000 − Подяка Президента України Леоніда Кучми «За сумлінну працю, значний особистий внесок у духовний розвиток Української держави» (3 жовтня 2000 р.);
- 2000 − Почесна грамота Чернівецької обласної Державної адміністрації «За особисті заслуги в підготовці і вихованні висококваліфікованих фахівців народного господарства, активну участь у громадському житті міста і області».